# Maurice Henry Dorman
Sir Maurice Henry Dorman GCMG GCVO DL (7 tháng 8 năm 1912 – 26 tháng 10 năm 1993) là đại diện Vương quyền tại Vương quốc Thịnh vượng chung đương thời gồm Tanganyika, Trinidad và Tobago, Sierra Leone và Malta.
Dorman sinh năm 1912, là trưởng nam của John Ehrenfried Dorman và Madeleine Louise Bostock. Hai bên nội ngoại đều là các gia tộc công nghiệp lớn ở thị trấn Stafford. Bà Bostock là thẩm phán tiểu hình và là một trong những nữ nha sĩ đầu tiên.
Dorman theo học tại Trường Sedbergh và Cao đẳng Magdalene, Cambridge. Ông phục vụ tại Sierra Leone năm 1956-1962 và được phong tước hiệp sĩ năm 1957. Khi Sierra Leone độc lập ngày 27 tháng 4 năm 1961 đến ngày 27 tháng 4 năm 1962, Dorman giữ chức Toàn quyền Sierra Leone. Năm 1962-1964, ông là Thống đốc Thuộc địa Malta. Từ tháng 9 năm 1964 đến tháng 7 năm 1971, Dorman là Toàn quyền Malta cho đến khi được Anthony Mamo thay thế. Năm 1971–1972, ông là phó chủ tịch Ủy ban Pearce.
Dorman là Deputy Lieutenant hạt Wiltshire và là Hiệp sĩ Đại Thập tự Huân chương Công trạng Malta. Năm 1969-1992, ông từng là thành viên hội đồng quản trị Trường Monkton Combe.